# 프레게의 정리
프레게의 정리(Frege's theorem, -定理)는 독일의 논리학자이자 철학자인 고틀로프 프레게의 이름이 붙은 논리학의 정리로, 다음과 같은 내용이다.
- 산술의 페아노 공리계는 2차 논리에서 흄의 원리를 통해 연역된다.

이는 프레게가 1884년 출판한 《산술의 기초(Die Grundlagen der Arithmetik)》에서 처음으로 증명한 것이다. 이후 1893년과 1903년 1, 2권을 출판한 《산술의 기본법칙(Grundgesetze der Arithmetik)》에서 보다 형식적으로 세련된 증명이 이루어졌다. 이 정리는 영국의 신프레게주의 수리철학자인 크리스핀 라이트(Crispin Wright)에 의해 1980년대 초에 재발견되어 중요한 논의의 초점이 되었다. 이는 신논리주의 수리철학의 핵심이 된다.